# Wasilij Sołłogub
Wasilij Ustinowicz Sołłogub (także Sołłohub, ros. Василий Устинович Соллогуб; ur. 11 sierpnia?/23 sierpnia 1848, zm. 19 stycznia?/1 lutego 1917 w Piotrogrodzie) – rosyjski generał porucznik od 6 grudnia 1897.

## Życiorys
Ukończył Konstantynowską Szkołę Wojskową, Nikołajewską Akademię Sztabu Generalnego. Pełnił służbę w lejb-gwardii Pułku Wołyńskiego jako dowódca batalionu, adiutant sztabu pułku. Brał udział w wojnie rosyjsko-tureckiej (1877–1878). Od maja do sierpnia 1878 odbywał na froncie służbę sztabową, W latach 1878–1879 był starszym adiutantem sztabu korpusu gwardyjskiego, od 28 maja 1879 do 3 marca 1881 w sztabie wojsk gwardii i Petersburskiego Okręgu Wojskowego. Przeszedł do korpusu pułkowników w 1880.
Od 3 marca 1881 pełnił służbę w kancelarii Wojskowego Komitetu Naukowego Sztabu Głównego (wywiad wojskowy) jako młodszy sekretarz (ros. младший делопроизводитель (1881–1883), starszy sekretarz (1883–1884). Szef Oddziału Sztabu Głównego (1884–1890).
Przeniesiony do korpusu generał-majorów (1890), pozostawał przy Sztabie Głównym (1890–1896). Od 5 listopada 1896 do 25 listopada 1900 był sekretarzem Wojskowego Komitetu Naukowego Sztabu Głównego.
Od 1900 pozostawał w dyspozycji ministra wojskowego (do marca 1905 i ponownie październiku-listopadzie 1905) i głównodowodzącego lądowymi i morskimi siłami w wojnie z Japonią (marzec-październik 1905).
Czasowo generał-gubernator Kraju Nadbałtyckiego (4 grudnia 1905 – 17 października 1906). Urząd ten został powołany w związku z gwałtownymi wydarzeniami rewolucyjnymi w guberniach na ziemiach łotewskich i estońskich. Na początku grudnia 1905 r. Sołłogub brał udział w przygotowaniu ekspedycji karnych skierowanych na łotewską i estońską wieś. Z przyzwolenia Mikołaja II nadał ich dowódcom szerokie uprawnienia, zezwalając na zabijanie zbuntowanych chłopów oraz niszczenie ich mienia oraz wprost zachęcając do bezwzględności.

## Ordery i odznaczenia
- Order Świętego Stanisława II klasy (1877) i I klasy (1893);
- Order Świętego Włodzimierza IV klasy (1878) i II klasy (1903);
- Order Świętej Anny I klasy (1896);
- Order Orła Białego (1906)[1].

Ordery i odznaczenia zagraniczne.